# Уз (притока Гамберу)
Уз, у верхів'ях Юр (англ. Ouse, Ure, вимова за МФА: [uːz]) — шоста за довжиною річка Великої Британії. Належить до басейну Північного моря. Впадає в естуарій Гамбер. Витік починається в Пеннінських горах, г. Лундс-Фелл.

## Географія

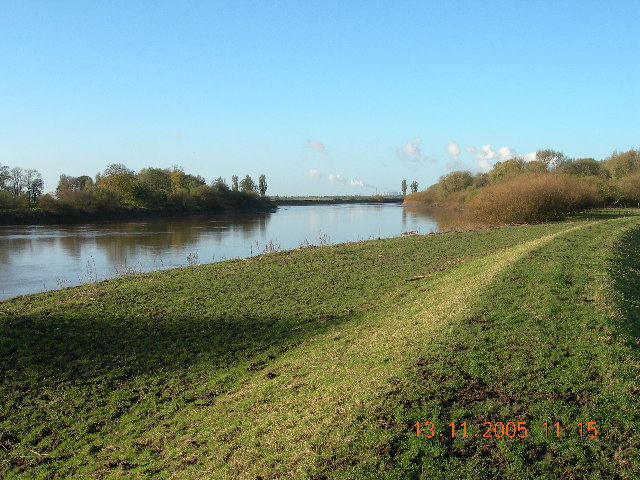
Місце злиття річок Уз і Ері

Річка розташована у північній частині Англії, в історичній області Йоркшир, у графствах Північному та Східному Йоркширі. Вона складається із двох річок Уз та Уре, які мають джерела витоку у Пеннінських горах: в нижній та середній течії, від гирла до села Лінтон-он-Уз (84 км), носить назву «Уз», далі, до витоку — називається «Уре». Тече у південно-східному напрямку і через естуарій Гамбер впадає у Північне море. Загальна довжина річки 208 кілометрів, площа басейну — 3,315 тис. км².
Долина річки широка, плоска рівнина. Великі опади у басейні, спричиняють серйозні повені, що спричиняє підтоплення довколишніх населених пунктів. Річка має дві греблі зі шлюзами, поблизу сіл Лінтон-он-Уз та Набурн, що дозволяє невеликим суднам розмірами: 45,5 м завдовжки і 4,5 м завширшки, досягати міста Йорка. Морські припливи на Уз сягають греблі в Набурні.

## Притоки
Річка приймає багато невеликих і середніх приток. Найбільші із них (від витоку до гирла):
- ліві: Свейл[en] (118 км), Фосс[en] (31 км), Дервент[en] (115 км).
- праві: Нідд[en] (95 км), Вгарфе[en] (97 км), Ері (114 км), Дон (110 км).

## Населенні пункти
На річці розташовано кілька містечок і міст, найбільші із них (від витоку до гирла): Лейбурн, Машам, Ріпон, Боробрідж, Йорк, Бішопторп, Селбі, Гул.

## Галерея

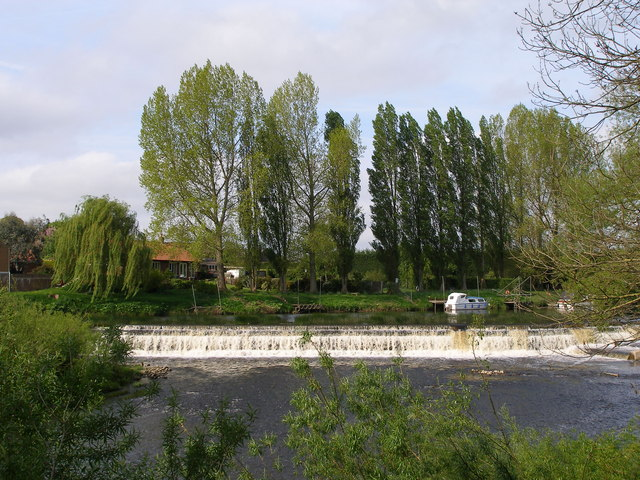
Водоспад на річці Уре (Північний Йоркшир)
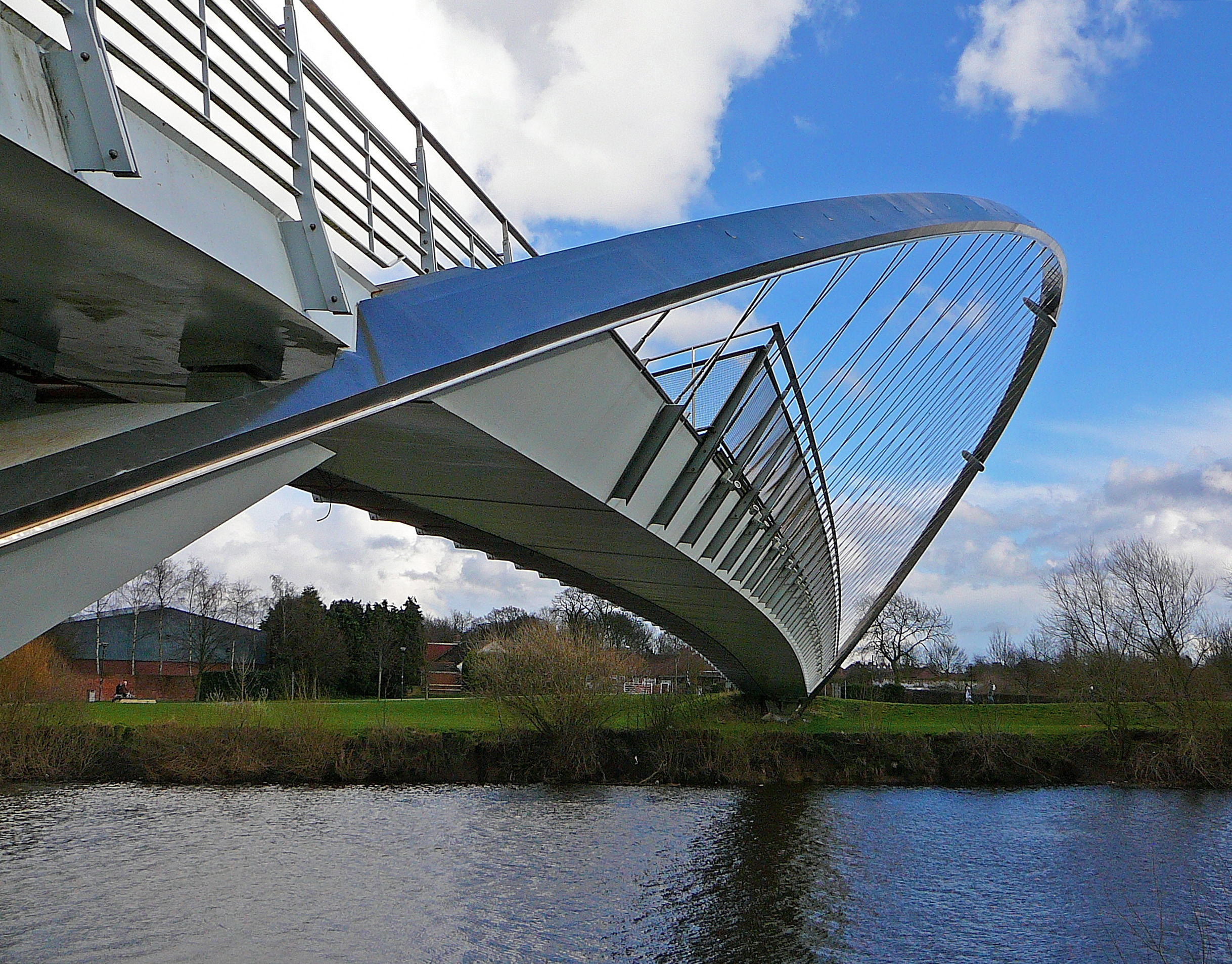
Міст Тисячоліття на річці Уз, південніше Йорка
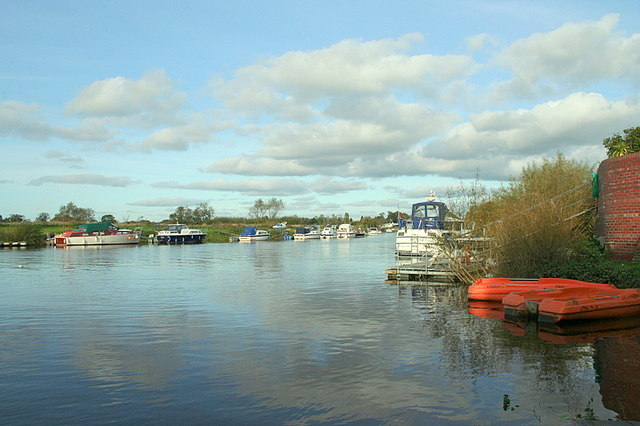
Річка Уз в Набурні (Північний Йоркшир)
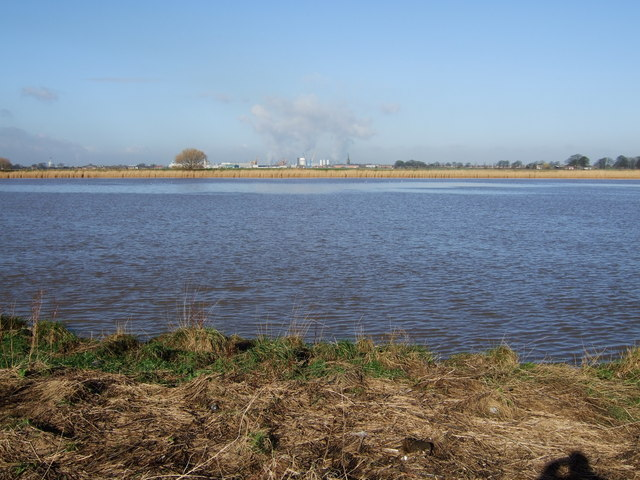
Річки Уз в Свайнфліті (Східний Йоркшир)